# Арктомятлик широкометельчатый
Арктомятлик широкометельчатый (лат. Arctopoa subfastigiata) — вид травянистых растений рода Арктомятлик (Arctopoa) семейства Злаки (Poaceae).

## Ботаническое описание
Многолетние травянистые растения. Корневище ползучее, 2—3 мм толщиной. Стебель одиночный, прямостоячий, крепкий, совершенно гладкий и несколько сплюснутый, 35—120 см высотой и в нижней части 2—3,5 мм толщиной. Листья плоские или отчасти вдоль сложенные, гладкие, сероватые и жесткие, 2—5 мм шириной, коротко-заострённые; влагалища их тоже гладкие и сероватые, язычок верхних листьев до 2,5 мм длиной.
Соцветие более или менее крупное, во время полного цветения и после его широко раскинутое, пирамидальное, 15—25 см длиной и 10—20 см шириной; ветви его толстоватые, крепкие и почти прямые, расположены мутовчато по 2—5; два нижних ряда их сильно, нередко почти горизонтально отклонённые, в верхней части с недлинными прижатыми или мало отклонёнными шероховатыми веточками, несущими колоски. Колоски довольно крупные, 5—8 мм длиной и 2—4 мм шириной, эллиптически-ланцетовидные, сплюснутые, 3—4-цветковые Колосковые чешуйки в сложенном виде ланцетовидные, острые, гладкие; верхняя немного (на ¼ своей длины) длиннее и шире нижней, которая около 3—4 мм длиной. Наружная прицветная чешуйка более длинная, 4—5,5 мм длиной, эллиптически-ланцетовидная, на кончике туповатая, нерезко 5-жилковая, голая или по килю и по краю волосистая; при основании её нет пучка скомканных длинных волосков. 2n=42.

## Синонимы
- Glyceria subfastigiata (Trin.) Griseb. (1852)
- Poa subfastigiata Trin. (1829)basionym